# Topórek
Topórek – wieś w Polsce położona w województwie mazowieckim, w powiecie siedleckim, w gminie Siedlce. Ma status sołectwa. Położona 3 km od centrum Siedlec. 
W latach 1975–1998 miejscowość administracyjnie należała do województwa siedleckiego.
Przez Topórek przebiega droga powiatowa Żabokliki - Jagodna.
Wierni Kościoła rzymskokatolickiego należą do parafii św. Maksymiliana Marii Kolbego w Siedlcach.